# Listă de conducători de stat din 1348
1344 - 1345 - 1346 - 1347 - 1348 - 1349 - 1350 - 1351 - 1352
Aceasta este o listă a conducătorilor de stat din anul 1348:

## Europa
- Ahaia: Robert de Tarent (principe din dinastia de Anjou, 1333-1364; totodată, împărat titular de Constantinopol, 1346-1364)
- Anglia: Eduard al III-lea (rege din dinastia Plantagenet, 1327-1377)
- Aragon: Petru al IV-lea Ceremoniosul (rege din dinastia de Barcelona, 1336-1387)
- Austria: Albert al II-lea cel Șchiop (duce din dinastia de Habsburg, 1330-1358)
- Bavaria: Ludovic al V-lea cel Bătrân (duce din dinastia de Wittelsbach, 1347-1361; anterior, margraf de Brandenburg, 1323-1361), Wilhelm, Ștefan al II-lea, Albert, Ludovic al VI-lea cel Tânăr și Otto al IV-lea cel Trândav (duci din dinastia de Wittelsbach, 1347-1349)
- Bizanț: Ioan al V-lea (împărat din dinastia Paleologilor, 1341-1376, 1379-1390) și Ioan al VI-lea (împărat din dinastia Cantacuzinilor, 1347-1354)
- Bosnia: Ștefan al II-lea (ban din dinastia Kotromanic, 1314-1353)
- Brabant: Ioan al III-lea (duce, 1312-1355)
- Brandenburg: Ludovic I cel Bătrân (margraf din dinastia de Wittelsbach, 1323-1361; ulterior, duce de Bavaria, 1347-1361)
- Bretagne: interregnum (1341-1365)
- Bulgaria: Ivan Aleksandăr (țar din dinastia Șișmanizilor, 1331-1371)
- Burgundia: Eudes al IV-lea (duce din dinastia Capețiană, 1315-1349)
- Castilia: Alfonso al XI-lea (rege, 1312-1350)
- Cehia: Carol I (rege din dinastia de Luxemburg, 1346-1378; totodată, rege al Germaniei, 1346-1378; totodată, conte de Luxemburg, 1346-1353; ulterior, împărat occidental 1355-1378; ulterior, margraf de Brandenburg, 1373-1378)
- Cipru: Hugues al IV-lea (rege din dinastia de Antiohia-Lusignan, 1324-1359)
- Constantinopol: Robert de Anjou-Tarent (împărat titular, 1346-1364; anterior, principe de Ahaia, 1333-1364)
- Danemarca: Valdemar al IV-lea Atterdag (rege din dinastia Valdemar, 1340-1375)
- Ferrara: Obizzio al III-lea (senior din casa d'Este, 1335-1352)
- Flandra: Ludovic al II-lea de Male (conte, 1346-1384)
- Franța: Filip al VI-lea (rege din dinastia de Valois, 1328-1350; anterior, conte de Anjou, 1325-1328)
- Genova: Giovanni Murta (doge, 1344-1350)
- Germania: Carol al IV-lea (rege din dinastia de Luxemburg, 1346-1378; totodată, rege al Cehiei, 1346-1378; totodată, conte de Luxemburg, 1346-1353; ulterior, împărat occidental, 1355-1378; ulterior, margraf de Brandenburg, 1373-1378)
- Gruzia: David al VIII-lea (sau al VII-lea) (rege din dinastia Bagratizilor, 1346-1360)
- Hainaut: Margareta a II-la (contesă din dinastia de Avesnes, 1345-1356; totodată, contesă de Olanda, 1345-1354)
- Hoarda de Aur: Djanibeg I (han din dinastia Batuizilor, 1342-1357)
- Lituania: Algirdas (mare duce, 1345-1377)
- Lorena Superioară: Ioan I (duce din casa de Lorena-Alsacia, 1346-1399)
- Luxemburg: Carol (conte, 1346-1353; totodată, rege al Germaniei, 1346-1378; totodată, rege al Cehiei, 1346-1378; ulterior, împărat occidental, 1355-1378; ulterior, margraf de Brandenburg, 1373-1378)
- Mantova: Luigi I Gonzaga (căpitan general din casa Gonzaga, 1328-1370)
- Marinizii: Abu'l-Hassan Ali ibn Usman (II) (emir din dinastia Marinizilor, 1331-1348/1351) și Abu Inan Faris ibn Ali (emir din dinastia Marinizilor, 1348/1351-1358)
- Milano: Luchino (senior din familia Visconti, 1339-1349) și Giovanni (senior din familia Visconti, 1339-1354)
- Monaco: Carlo I (senior din casa Grimaldi, 1331-1357)
- Montferrat: Giovanni al II-lea (marchiz din dinastia Paleologilor, 1338-1372)
- Moscova: Simeon Ivanovici cel Mândru (mare cneaz, 1340-1353; totodată, mare cneaz de Vladimir, 1340-1353)
- Nasrizii: Abu'l-Hadjdjadj Iusuf I an-Niar ibn Ismail (emir din dinastia Nasrizilor, 1333-1354)
- Navarra: Ioana a II-a (regină, 1329-1349)
- Neapole: Ioana I (regină din dinastia de Anjou, 1343-1381; ulterior, principesă de Ahaia, 1373-1381) și Ludovic I cel Mare de Anjou (uzurpator din dinastia de Anjou, 1348; totodată, rege al Ungariei, 1348-1382; ulterior, rege al Poloniei, 1370-1382)
- Norvegia: Magnus al VII-lea Eriksson (rege din dinastia Folkung, 1319-1355; totodată, rege al Suediei, 1319-1363)
- Olanda: Margareta a II-la (contesă din dinastia de Avesnes, 1345-1354; totodată, contesă de Hainaut, 1345-1356)
- Ordinul teutonic: Henric Dussmer von Arffberg (mare maestru, 1345-1351)
- Polonia: Cazimir al III-lea cel Mare (rege din dinastia Piasti, 1333-1370)
- Portugalia: Afonso al IV-lea (rege din dinastia de Burgundia, 1325-1357)
- Reazan: Ivan al III-lea Aleksandrovici (mare cneaz, cca. 1343-1350)
- Savoia: Amedeo al VI-lea Contele Verde (conte, 1343-1383)
- Saxonia: Rudolf I (duce din dinastia Askaniană, 1298-1356)
- Saxonia: Frederic al II-lea (margraf din dinastia de Wettin, 1324-1349)
- Scoția: David al II-lea Bruce (rege, 1329-1371)
- Serbia: Ștefan (Uroș al IV-lea) Dușan (rege din dinastia Nemanja, 1331-1355; împărat, din 1345)
- Sicilia: Ludovic (rege din dinastia de Barcelona, 1341-1355)
- Statul papal (Avignon): Clement al VI-lea (papă, 1342-1352)
- Suedia: Magnus al II-lea Eriksson (rege din dinastia Folkung, 1319-1363; totodată, rege al Norvegiei, 1319-1355)
- Suzdal: Konstantin Vasilievici (cneaz, 1332-1355; mare cneaz, din 1350)
- Transilvania: Ștefan Lackfi I (voievod, 1344-1350)
- Tver: Vsevolod Aleksandrovici (cneaz, 1346-1348) și Vasili Mihailovici (mare cneaz, 1348-1368)
- Țara Românească: Basarab I (voievod din dinastia Basarabilor, cca. 1310-1352)
- Ungaria: Ludovic I cel Mare (rege din dinastia de Anjou, 1342-1382; ulterior, rege al Poloniei, 1370-1382)
- Veneția: Andrea Dandolo (doge, 1343-1354)
- Vladimir: Simeon Ivanovici cel Mândru (mare cneaz, 1340-1353; totodată, mare cneaz de Moscova, 1340-1353)

## Africa
- Benin: Ohen (obba, cca. 1334-cca. 1370)
- Buganda: Kimera (kabaka, 1344-1374)
- Califatul abbasid (Egipt): Abu'l-Abbas Ahmad al-Hakim ibn al-Mustakfi (calif din dinastia Abbasizilor, 1340-1352)
- Ethiopia: Newaya Krestos (Sayfa Ar'ed) (împărat, 1344-1372)
- Hafsizii: Abu Hafs Umar al II-lea ibn Abu Bakr (II) (calif din dinasta Hafsizilor, 1346-1348)
- Kanem-Bornu: Idris I (sultan, cca. 1329-cca. 1353)
- Mali: Mansa Sulaiman (rege din dinastia Keyta, cca. 1341-1360)
- Mamelucii: an-Nasir Nasir ad-Din al-Hassan ibn Muhammad (sultan din dinastia Bahrizilor, 1347-1351, 1354-1362)
- Marinizii: Abu'l-Hassan Ali ibn Usman (II) (emir din dinastia Marinizilor, 1331-1348/1351) și Abu Inan Faris ibn Ali (emir din dinastia Marinizilor, 1348/1351-1358)
- Songhay: Ali Kolen (rege din dinastia Sonni, 1339-?) (?) și Șalman Nari (rege din dinastia Sonni, ?-?) (?)

## Asia

### Orientul Apropiat
- Armenia Mică: Constantin al III-lea (sau al II-lea) (uzurpator, 1344-1363)
- Ayyubizii din Hisn Kaifa și Amid: al-Malik al-Adil Șihab ad-Din Ghazi ibn Muhammad (sultan din dinastia Ayyubizilor, ?-?) (?)
- Bizanț: Ioan al V-lea (împărat din dinastia Paleologilor, 1341-1376, 1379-1390) și Ioan al VI-lea (împărat din dinastia Cantacuzinilor, 1347-1354)
- Bizanț, Imperiul de Trapezunt: Mihail (împărat din dinastia Marilor Comneni, 1341, 1344-1349)
- Cipru: Hugues al IV-lea (rege din dinastia de Antiohia-Lusignan, 1324-1359)
- Djalairizii: Tadj ad-Din Hassan Buzurg ibn Hussain (sultan din dinastia Djalairizilor, 1336-1356)
- Imperiul otoman: Orhan Ghazi (sultan din dinastia Osmană, 1326-1359/1360)
- Mamelucii: an-Nasir Nasir ad-Din al-Hassan ibn Muhammad (sultan din dinastia Bahrizilor, 1347-1351, 1354-1362)

### Orientul Îndepărtat
- Bengalul de est: Fahr ad-Din Mubarak Șah (sultan, 1337/1338-1349/1350)
- Bengalul de sud: Șams ad-Din Ilias Șah (sultan, 1339/1340-1358/1359)
- Birmania, statul Mon: Binnya E Law (rege, 1331-1353)
- Birmania, statul Șanilor: Nhașișin (rege, 1343-1350)
- Cambodgea, Imperiul Kambujadesa (Angkor): Preah Srey Lompong Reachea (împărat din dinastia Neay-Trasac-Paem, 1347-1352/1353)
- Cambodgea, statul Tjampa: Tra Hoa (rege din cea de a douăsprezecea dinastie, 1342-?) (?)
- China: Shundi sau Huizong (Toghan Temur) (împărat din dinastia Yuan, 1332-1368)
- Ciaghataizii: Danișmendji (han, 1346-1348) și Baian Kuli (han, 1348-1359)
- Coreea, statul Koryo: Ch'ungmok wang (Wang Hun) (1345-1348)
- Hoarda de Aur: Djanibeg I (han din dinastia Batuizilor, 1342-1357)
- India, Bahmanizii: Ala ad-Din Hassan Bahman Șah (sultan, 1347-1358)
- India, statul Delhi: Ghias ad-Din Ulugh Han (sau Jauna) Muhammad Șah ibn Tughluk (sultan din dinastia Tughlukizilor, 1325-1351)
- India, statul Vijayanagar: Harihara I (conducător din dinastia Sangama, 1336-1356)
- Japonia: Go-Murakami (împărat din dinastia din sud, 1339-1368) și Takauji (principe imperial din familia Așikaga, 1338-1358)
- Kashmir: Șams ad-Din Șah Mir (sultan din casa lui Șah Mir, 1339/1346-1349)
- Statul Madjapahit: Tribhuvana Mahapati (regină, 1328-1350)
- Mongolii: Toghan-Temur (mare han, 1333-1370)
- Nepal, în Bhadgaon: Ragalladevi (regină din dinastia Malla, 1347-1385)
- Nepal, în Patan: Jayarajadeva (1347-1361)
- Nepal, în Purang: Punyamalla (rege din dinastia Malla, cca. 1338/1376)
- Sri Lanka: Bhuvanekabahu al IV-lea (rege din dinastia Silakala, 1342/1347-1352/1353) și Parakkamabahu al V-lea (rege din dinastia Silakala, 1348/1352-1359/1360)
- Sri Lanka, statul Jaffna: Marthanda Parajasekaran al III-lea (rege, 1325-1348) și Gunapușana Segarajaserakan al IV-lea (rege, 1348-1371)
- Thailanda, statul Sukhotai: Lue Thai (sau Thammaraja I) (rege, 1347-1369)
- Vietnam, statul Dai Viet: Tran Du-tong (rege din dinastia Tran timpurie, 1341-1369)